# Bomarsund
Bomarsund war eine Festung Russlands auf den Åland-Inseln in der nördlichen Ostsee.

## Geschichte

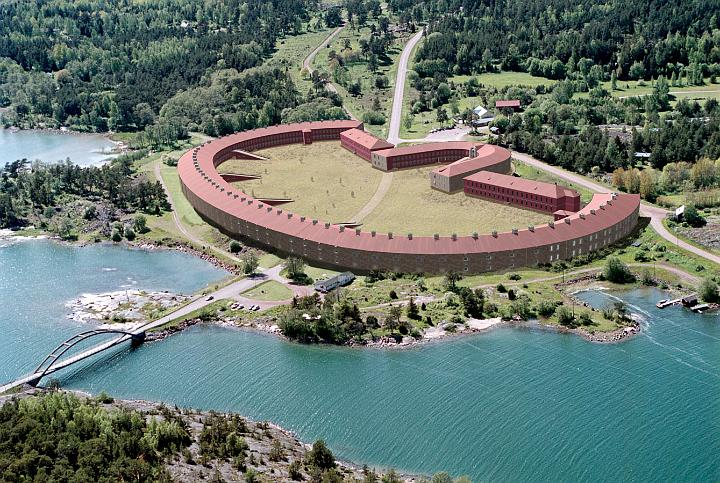
Digitale Rekonstruktion der Festung

### Bau der Festung
Die Åland-Inseln wurden 1809 zusammen mit Finnland Teil des Zarenreichs Russland. 1830 begann nach achtzehnjähriger Planungszeit der Bau der Festung, wogegen der damalige britische Außenminister und spätere Premierminister Palmerston vergeblich protestierte. Die Festung wurde als strategischer Punkt zur Beherrschung der nördlichen Ostsee betrachtet, Briten und Schweden betrachteten die Festung als potenzielle Bedrohung ihres Handels und ihrer Interessen in der Region.

### Zerstörung
Im Verlauf des Krimkrieges (für die Ostsee auch als Åland-Krieg bezeichnet) wurde die Festung 1854 durch eine überlegene anglo-französische Flotte zerstört. Die Besatzung der Festung verfügte zwar über Hunderte von Geschützen, die Verteidigung zur Landseite war aber schwach. Zudem war die gesamte Festungsanlage noch nicht einmal zur Hälfte fertiggestellt.
Am 7. August 1854 war die alliierte Streitmacht versammelt:
- Briten unter Admiral Charles Napier,
- Franzosen unter Admiral Parseval-Deschênes
- ca. 12.000 Mann Landungstruppen unter General Baraguay d’Hilliers

Die russischen Truppen unter General Jakob Andrejewitsch Bodisko kapitulierten am 16. August 1854, über 2.200 Russen gingen in Gefangenschaft. Nach Besetzung der Inseln wurde die Festung Bomarsund gesprengt, Ziegelsteine wurden unter anderem in Gebäuden wie der Uspenskij-Kathedrale und dem Alexandertheater in Helsinki wiederverwendet. In Frankreich und Großbritannien bestand nach diesem Sieg die Hoffnung, dass sich auch Schweden ihrer Allianz anschließen würde. In der schwedischen Presse wurde gewarnt, das „Danaergeschenk“ der Åland-Inseln im Tausch gegen einen Kriegseintritt anzunehmen. Schweden blieb neutral.
Der erste Träger des Victoria-Kreuzes, Charles Davis Lucas, erhielt diese Auszeichnung für seinen Einsatz bei den Kämpfen um Bomarsund. 1854 wurde eine Kohlengrube in Northumberland Bomarsund genannt, der seitdem dort entstandene Ort trägt den Namen bis heute. Das Bergwerk selbst wurde 1965 geschlossen.

### Verbot der Neuerrichtung
Ein Wiederaufbau nach dem Krieg war den Russen nicht erlaubt: Die Åland Convention vom 30. März 1856 zwischen Russland, Großbritannien und Frankreich untersagte die Errichtung von Befestigungsanlagen und Marinestützpunkten sowie die Stationierung von Truppen auf den Inseln. Die Vereinbarung war Teil des Pariser Friedens. Der britische Premierminister Palmerston erklärte vor dem Unterhaus, diese Regelung setze eine Barriere zwischen Russland und dem übrigen Nordeuropa.
Heute ist die Anlage ein Touristenziel. Seit 2022 gibt es ein Besucherzentrum. Alljährlich im August finden die Bomarsundtage statt, mit einem historischen Markt.